# Taourirt ta-n-Afella
Taourirt ta-n-Afella är ett berg i Algeriet.   Det ligger i provinsen Tamanrasset, i den centrala delen av landet, 1 400 km söder om huvudstaden Alger. Toppen på Taourirt ta-n-Afella är 1 901 meter över havet.
Terrängen runt Taourirt ta-n-Afella är varierad. Taourirt ta-n-Afella är den högsta punkten i trakten. Trakten runt Taourirt ta-n-Afella är nära nog obefolkad, med mindre än två invånare per kvadratkilometer. Det finns inga samhällen i närheten. Trakten runt Taourirt ta-n-Afella är ofruktbar med lite eller ingen växtlighet.